# Лаюк, Мирослав Николаевич
Мирослав Николаевич Лаюк (укр. Мирослав Миколайович Лаюк; род. 31 июля 1990, село Смодна, Ивано-Франковская область) — украинский поэт и прозаик.

## Биография
Окончил Национальный университет «Киево-Могилянская академия», там же в 2018 году получил степень кандидата филологических наук (PhD). Преподавал там же. Вёл литературные программы на радио.
В 2018 году газета Kyiv Post включила Лаюка в свой список 30 заметных украинцев в возрасте до 30 лет.
С началом полномасштабного вооружённого вторжения России работал как фронтовой репортёр, в том числе в марте 2023 года в ходе сражения за Бахмут.

## Творчество
Дебютировал на рубеже 2000—2010-х гг. как поэт, в 2012 году получил первую премию на конкурсе молодых поэтов издательства «Смолоскип», которое годом позже выпустило его первый сборник стихов «Ты, осот!» (укр. Осоте!) с предисловием Василия Герасимьюка. Олег Коцарев выделял в дебютной книге молодого поэта герметичные, мифологизованные тексты, пристальное внимание к природе. В 2015 году вторая книга стихов «Метрофобия» (укр. Метрофобія) вышла в «Издательстве Старого Льва», с которым Лаюк с тех пор сотрудничает постоянно, в 2019 году — третья книга стихов «Роза» (укр. Троянда).
В 2016 состоялся прозаический дебют Лаюка — был издан роман «Баборня», вошедший в короткий список украинской премии Книга года BBC. Критик Евгений Стасиневич оценил его как неровный и во многом недодуманный, излишне разбавляющий драму иронией, однако оставляющий надежду на дальнейшее творческое развитие автора и показательный для мировоззрения молодёжи, во многом возлагающей ответственность за несовершенство окружающей жизни на советское поколение. Второй роман Лаюка, «Мир не создан» (укр. Світ не створений; 2018), характеризуется сложным фантасмагорическим переплетением четырёх сюжетных линий. В третьем романе Лаюка «Железная вода» (укр. Залізна вода; 2021) современные молодые люди путешествуют по местам, связанным с классиком национальной литературы Лесей Украинкой, пытаясь раскрыть тайны её личной жизни и одновременно разобраться со своей, — роман вышел к 150-летию Леси Украинки, хотя, по словам автора, это случилось непреднамеренно.
Кроме того, Лаюк опубликовал детские сказки «Заврик и его младший брат» (укр. Заврик і його молодший брат; 2019) и «Киви киви» (укр. Ківі Ківі; 2020), а в 2018 году выступил составителем «Антологии молодой украинской поэзии III тысячелетия» (укр. Антологія молодої української поезії III тисячоліття), вышедшей в издательстве «Абабагаламага» и собравшей более 70 авторов в возрасте от 17 до 39 лет. В конце 2023 года вышла книга военных репортажей Лаюка «Бахмут».
Стихи Лаюка переведены на многие иностранные языки, по-русски публиковались в переводах Станислава Бельского, Натальи Бельченко, Юрия Жуковского.